# Estación de Monthey
La estación de Monthey es la principal estación ferroviaria de la comuna suiza de Monthey, en el Cantón del Valais.

## Historia y situación
La estación de Monthey fue inaugurada en el año 1859 con la puesta en servicio del tramo Le Bouveret - San Mauricio - Martigny, que pertenece el primer segmento a la línea del Tokin y el segundo, a la línea Lausana - Brig, más conocida como la línea del Simplon.
Se encuentra ubicada en el noreste del núcleo urbano de Monthey. Cuenta con un único andén lateral al que accede una vía pasante, contando la estación con otras tres vías pasantes y una zona con varias vías muertas preparada para la carga y descarga de mercancías. En el sureste de la estación parte un ramal hacia una industria, donde nacen varios haces de vías.
En la ciudad existen más estaciones y apeaderos de ferrocarril, pertenecientes a la red de vía métrica que opera TPC (Transports Publics du Chablais) y que tiene como extremos Champéry y Aigle. La estación más importante de esta red en la ciudad es la de Monthey-Ville.
En términos ferroviarios, la estación se sitúa en la línea Saint-Gingolph - San Mauricio. Sus dependencias ferroviarias colaterales son la estación de Collombey hacia Saint-Gingolph, y la estación de Massongex en dirección San Mauricio.

## Servicios ferroviarios
Los servicios ferroviarios de esta estación están prestados por SBB-CFF-FFS y por RegionAlps, empresa participada por los SBB-CFF-FFS y que opera servicios de trenes regionales en el Cantón del Valais:

### Regional
- R Saint-Gingolph - Monthey - San Mauricio - Sion - Brig. Efectúa parada en todas las estaciones y apeaderos del trayecto. Algunos trenes sólo realizan el trayecto Monthey - Brig. Operado por RegionAlps.